# Battaglia di Noáin
La battaglia di Noáin o battaglia di Esquiroz, venne combattuta il 30 giugno 1521 e fu l'unica battaglia importante nella conquista spagnola della Navarra. Fu una vittoria decisiva per gli spagnoli contro l'esercito invasore franco-navarrese.

## Antefatto
La Navarra era stata invasa da Ferdinando II di Aragona nel 1512 ed annessa alla Castiglia nel 1515 divenendo Regno di Spagna. Dopo il tentativo fallito da Giovanni III nel 1516, suo figlio e legittimo erede al trono di Navarra, Enrico II, intravide la possibilità di riconquistare il regno visto che l'esercito castigliano era occupato a reprimere la rivolta dei comuneros.
Inviò un esercito franco-navarrese al comando di André de Foix, attraverso i Pirenei, costituito da 12 000 fanti, 800 cavalieri e 29 pezzi di artiglieria. Con il supporto della popolazione, in meno di tre settimane, tutta la Navarra venne conquistata. L'unica opposizione fu quella della guarnigione castigliana di Pamplona di Ignazio di Loyola. Egli, a sua volta, fu gravemente ferito, cercando invano di difendere il castello della città. L'esercito si trasferì poi in Castiglia, assediando Logroño.
Nel frattempo la rivolta dei comuneros era stata schiacciata alla battaglia di Villalar nel mese di aprile, e gli spagnoli furono in grado di organizzare un grande esercito di 25 000 uomini e a trasferirlo in Navarra. L'11 giugno, Lesparre abbandonò l'assedio di Logroño e si ritirò di nuovo in Navarra. Il 30 giugno i due eserciti si incontrarono davanti a Pamplona.

## Battaglia
La battaglia fu combattuta nelle pianure estese tra Noáin e Pamplona. Le truppe spagnole erano cresciute a più di 30 000 uomini sotto il comando del Íñigo Fernández de Velasco, II duca di Frías, Connestabile di Castiglia e dal duca di Nájera, viceré di Navarra.
Nonostante fossero gravemente in inferiorità numerica nel rapporto di 3 a 1, i franco-navarresi attaccarono, sorprendendo gli spagnoli e guadagnando qualche successo iniziale. Ma poi Fadrique Enríquez, ammiraglio di Castiglia, trasferì la sua cavalleria attraverso la Sierra de Erreniega piombando sulla retroguardia franco-navarrese.
La sanguinosa battaglia continuò per diverse ore, ma alla fine la maggior parte dei franco-navarresi fu costretto ad arrendersi dopo aver subito una perdita stimata di 5 000 uomini. André de Foix, ferito agli occhi, fu fatto prigioniero e venne rilasciato soltanto dopo il pagamento di un forte riscatto.

## Epilogo
Questa battaglia decise il futuro della Navarra come parte del Regno di Spagna. Il resto del paese fu riconquistato nei giorni seguenti senza incontrare alcuna resistenza. La Bassa Navarra rimase fuori della portata degli spagnoli in un primo momento, ma fu teatro di successive incursioni spagnole e brevi occupazioni nei successivi sette anni. Nel settembre del 1521, il re di Navarra Enrico II, sostenuto da Francesco I di Francia, colpì nuovamente con una nuova spedizione franco-navarrese, questa volta mirando al nord della Navarra (Baztan) e agli sbocchi della Navarra verso l'oceano, Hondarribia (Fuenterrabía), tra il 1521 e il 1524, ma senza ottenere un successo permanente.
Oggi esiste un monumento sul campo di battaglia dove, l'ultima domenica di giugno, si riuniscono i sostenitori dell'indipendenza della Navarra..